# 熊澤歩哉
熊澤 歩哉（くまざわ ふみや、1996年10月22日 - ）は、日本の男性声優、俳優。福島県郡山市出身。パフォーマンスユニット『円神』の元メンバー。Showtitle、吉本興業を経てフリー。

## 人物・略歴
東京アナウンス学院放送声優科出身。
特技はソフトテニス。
2017年、スマホアプリゲームで声優デビュー。その後、2019年アイドルオーディション番組「PRODUCE 101 JAPAN」に101人に選ばれ出演。声優養成所時代に卒業査定で「あと1年様子見」と学校側から判断された際、あと1年ここにいるよりも新たな出会いや環境に触れたいと感じていた時にオーディションを知り応募した、と話している。
夢はゲーム「テイルズオブシリーズ」の声優を務めること。
2020年5月20日に吉本興業傘下のShowtitleへの所属が発表された。
2024年より所属事務所が吉本興業となったが、3月31日を以って契約期間満了に伴い退所。現在はフリーで活動している。
2024年4月1日にTikTokを開設。
2024年10月30日に自身初となるバースデーイベント「BEAR'S DAY」を開催。

### 円神メンバーとして
2020年6月15日に「円神プロジェクト」に参加することが発表された。歌とダンスは未経験からのスタートで、ダンスは現メンバーのTSUBASA（瀧澤翼）から教えてもらっていた。
メンバーカラーはオレンジで、ライブ開催時にはグッズの作成を担当した。絵を描くことを得意としており、熊澤が描いたメンバーの似顔絵がグッズになったこともある。
声優経験を活かし、2021年2月10日に発売された所属グループ円神のCDデビュー曲「Say Your Name」のPR動画のナレーションを担当した。
2021年8月4日に発売された円神の2作目となるCDシングル表題曲「Peace Summer」ではセンターを務めた。
2023年12月31日を以ってグループを卒業。今後は声優活動に専念する。

## 出演

### アニメ
- きんだーてれび 「あわじしまの七福神」（2020年10月5日-、テレビ東京）- 毘沙門天（声） 役[10][11]
- 沖縄トヨペット「レッツGOうらちゃん」- 宮城おじい（声） 役[12]

### CM
- 「チーキーズキャスト」（BSよしもと）
- キューサイ「コラリッチ コラーゲンショット」（2024年）- コラショットくん（声） 役[13]

### アプリゲーム
- 夏恋BrotherS -まりも荘のイケメン５兄弟-（2017年、株式会社エッグモード・株式会社VIPタイムズ社）- 政宗（声） 役[14]

### ナレーション
- 押しかけチュートリアル 突撃！勝手に晩ごはん #1、#2（FANYチャンネル）

### 吹き替え
- 韓国ドラマ「江南Bサイド」(2024年)、Disney+ (ディズニープラス) - ディオニー、ソンビン役等[15]

### ドラマ
- あのコの夢を見たんです。最終話（2020年12月18日、テレビ東京）- ミツオ 役[16]
- 江戸モアゼル～令和で恋、いたしんす。～ 第8話（2021年2月26日、読売テレビ）[17]
- カナカナ 第19話（2022年6月15日、NHK総合） - 中田薫 役

### ラジオ
- 超!A&G+マンスリースペシャル「熊澤歩哉のいっくまーちゃんねる」（2022年10月、文化放送）[18]

### 舞台
- 円神 Debut Stage「nonagon(ノナゴン）～始まりの音～」(2020年12月 東京、大阪) - アロイ 役[19]
- 円神プロデュース公演Vol.1 幕末バトルサークル（2021年5月 東京、大阪）- 大正正義 役[20]
- 朗読劇「Love on Ride～ 通勤彼氏」vol.2（2022年6月23日 - 6月26日、浅草劇場） -  識名伊織 役、相沢巧真 役[21]※6月24日は出演なし
- CRUSH KITCHEN ENTERTAINMENT VOL.3「サタデーナイトスペシャル」（2022年10月6日、六行会ホール）[22]※日替わりゲスト出演
- 円神Second Stage「nonagon〜2つの歌〜」(2022年12月1日-4日、CBGKシブゲキ!!) - リリー 役、チャンドラ・タゴール閣下 役[23]
- 舞台「穏やか貴族の休暇のすすめ。2 ～とある料理人の野望～」（2023年１月18日-22日、シアター・アルファ東京） - イレヴン 役[24]
- 舞台「ティアムーン帝国物語〜断頭台(ギロチン)姫on The Stage〜」（2023年11月9日-16日、飛行船シアター）- シオン 役[25]
- 舞台 みんなでメイキングBL［再演］（2024年8月16日 - 18日、新宿シアターモリエール）- 椎名小鉄 役[26]
- 舞台「GARAKUTADAKARA、」(2024年11月13-17日、ザ・ポケット) - ギミック 役 [27]
- 舞台「バッドエンド目前のヒロインに転生した 私、今世では恋愛するつもりがチートな兄が離してくれません！？」(2024年12月12日、CBGKシブゲキ!!) - 日替わりゲスト [28]
- 舞台「バイバイドロシー」(2024年12月25日-29日、築地ブディストホール) - 鳥賀ヨケノスケ 役[29]

### イベント
- 熊澤歩哉BIRTHDAYEVENT「BEAR'S DAY」 (2024年10月30日、LOFT HEAVEN)

### その他
- PRODUCE 101 JAPAN（2019年）- 最終順位97位

## ディスコグラフィ

### 参加楽曲

#### PRODUCE 101 JAPAN
- 「ツカメ〜It's Coming〜」- 番組テーマ曲。（2019年9月3日『ツカメ〜It's Coming〜』に収録）